# Elgaria kingii
Elgaria kingii là một loài thằn lằn trong họ Anguidae. Loài này được Gray mô tả khoa học đầu tiên năm 1838.